# Campionatul de fotbal din São Tomé și Príncipe
Campionatul de fotbal din São Tomé și Principe este primul eșalon din sistemul competițional fotbalistic din São Tomé și Príncipe.

## Echipele sezonului 2009-2010
- 6 de Setembro
- Agrosport (Monte Café)
- Andorinha SC (Ponta Mina), (Retrogradată)
- Bairros Unidos FC (Caixão Grande)
- CD Guadalupe (Guadalupe)
- Cruz Vermelha (Almeirim), (Retrogradată)
- FC Aliança Nacional (Pantufo), (Retrogradată)
- Inter FC (Bom Bom), (Retrogradată)
- Oque d'El Rey (Oque d'El Rei)
- Santana FC (Santana)
- Sporting Praia Cruz (Praia Cruz)
- UDESCAI (Água Izé)
- UDRA (São João dos Angolares)
- Vitória FC (Riboque)

## Foste campioane
| - 1977 : Vitória FC - 1978 : Vitória FC - 1979 : Vitória FC - 1980 : Desportivo de Guadalupe - 1981 : Desportivo de Guadalupe - 1982 : Sporting Praia Cruz - 1983 : nu s-a disputat - 1984 : Andorinha SC - 1985 : Sporting Praia Cruz - 1986 : Vitória FC - 1987 : nu s-a disputat | - 1988 : 6 de Setembro - 1989 : Vitória FC - 1990 : GD Os Operários - 1991 : Santana FC - 1992 : nu s-a disputat - 1993 : GD Os Operários - 1994 : Sporting Praia Cruz - 1995 : Inter FC - 1996 : Caixão Grande - 1997 : nu s-a disputat - 1998 : GD Os Operários | - 1999 : Sporting Praia Cruz - 2000 : Inter FC - 2001 : Bairros Unidos FC - 2002 : nu s-a disputat - 2003 : Inter FC - 2004 : GD Os Operários - 2005 : nu s-a disputat - 2006 : nu s-a disputat - 2007 : Sporting Praia Cruz - 2008 : nu s-a disputat - 2009–10 : GD Sundy |  |

### Performanțe după club
| Club                    | Campioni | Ani                          |
| ----------------------- | -------- | ---------------------------- |
| Vitória FC              | 5        | 1977, 1978, 1979, 1986, 1989 |
| Sporting Praia Cruz     | 5        | 1982, 1985, 1994, 1999, 2007 |
| GD Os Operários         | 4        | 1990, 1993, 1998, 2004       |
| Inter FC                | 3        | 1995, 2000, 2003             |
| Desportivo de Guadalupe | 2        | 1980, 1981                   |
| 6 de Setembro (Praia)   | 1        | 1988                         |
| Andorinha SC            | 1        | 1984                         |
| Bairros Unidos FC       | 1        | 2001                         |
| Caixão Grande           | 1        | 1996                         |
| Santana FC              | 1        | 1991                         |
| GD Sundy                | 1        | 2009–10                      |

### Performanțe după insulă
| Insulă   | Campioane |
| -------- | --------- |
| São Tomé | 20        |
| Príncipe | 5         |